# Matúš Ruzinsky
Matúš Ruzinsky (Banská Bystrica, Eslovaquia; 15 de enero de 1992) es un futbolista eslovaco. Juega de portero y su equipo es el Š. K. Slovan Bratislava de la Superliga de Eslovaquia.

## Trayectoria
Hizo su debut profesional con el FC VSS Košice contra el AS Trenčín el 13 de abril de 2013.

## Clubes
| Club                      | País       | Año       |
| ------------------------- | ---------- | --------- |
| FC VSS Košice             | Eslovaquia | 2011-2017 |
| ŠFK Sereď                 | Eslovaquia | 2017-2018 |
| Š. K. Slovan Bratislava   | Eslovaquia | 2018-     |
| ŠTK 1914 Šamorín (cedido) | Eslovaquia | 2019      |

## Palmarés

### Títulos nacionales
| Título                  | Club                    | País       | Año  |
| ----------------------- | ----------------------- | ---------- | ---- |
| Copa de Eslovaquia      | FC VSS Košice           | Eslovaquia | 2014 |
| Superliga de Eslovaquia | Š. K. Slovan Bratislava | Eslovaquia | 2020 |
| Copa de Eslovaquia      | Š. K. Slovan Bratislava | Eslovaquia | 2020 |
| Superliga de Eslovaquia | Š. K. Slovan Bratislava | Eslovaquia | 2021 |
| Copa de Eslovaquia      | Š. K. Slovan Bratislava | Eslovaquia | 2021 |
| Superliga de Eslovaquia | Š. K. Slovan Bratislava | Eslovaquia | 2022 |